# هالفوی (ویرجینیا)
هالفوی (به انگلیسی: Halfway) یک منطقهٔ مسکونی در ایالات متحده آمریکا است که در Fauquier County واقع شده‌است.